# El hombre sin rostro (película de 1950)
El hombre sin rostro es una película mexicana dirigida por Juan Bustillo Oro de 1950 se estrenó en el cine Chapultepec (Ciudad de México). Está protagonizada por Arturo de Córdova, Carmen Molina y Miguel Ángel Ferriz. Es un filme de drama psicoanalítico y policiaco que trata el trastorno de un médico legista que abandona su trabajo ante el temor de un asesino desconocido, el filme hace uso del recurso de analepsis y sueños del doctor, así como el trauma causado por la madre. La película ganó un Ariel por Música de Fondo.

## Argumento
Juan Carlos Lozano ha dejado su trabajo debido al miedo provocado por un asesino de prostitutas, tras dejar su empleo habla con el doctor Eugenio Britel quien con ayuda del psicoanálisis decide hipnotizarlo para tratar su miedo irracional hacia el fracaso, Juan Carlos acepta.  Dentro de su sueño Juan Carlos descubre al asesino al cual mata, para llegar a descubrir que su rostro carece de facciones.  Intentando ayudar, Eugenio Britel trata de ayudar a Carlos indagando en sus cuestiones amorosas. Carlos admite haberse enamorado en alguna ocasión de Ana María a escondidas de su madre y cuenta su fracaso en su intento de contraer matrimonio.
Decide regresar a Guadalajara a confrontar a Ana María la cual le reprocha su cobardía, días más tarde una nueva muerte en Guadalajara. Britel descubre el bisturí de Juan Carlos lleno de sangre. Un último sueño provocado por Britel vuelve a hablar de un asesinato. Tras esto Juan Carlos intenta asesinar a Ana María, Britel logra herir a Juan Carlos quien previo a su muerte se da cuenta de que él es el hombre sin rostro que ante sus traumas del pasado contaba con una segunda identidad.

## Reparto
| Reparto             | Personaje             |
| ------------------- | --------------------- |
| Arturo de Córdova   | Juan Carlos Lozano    |
| Carmen Molina       | Ana María             |
| Miguel Ángel Ferriz | Doctor Eugenio Britel |
| Matilde Palou       | Madre de Juan Carlos  |
| Queta Lavat         | Rosa Martínez         |
| Chela Campos        | Cantante              |
| Fernando Galiana    | Detective             |
| Armando Sáenz       |                       |
| Ramón Sánchez       |                       |
| Kika Meyer          |                       |
| Wolf Ruvinskis      | Monstruo              |
| Julio Daneri        |                       |
| Josefina Burgos     |                       |
| Juan Orraca         |                       |